# Galbi

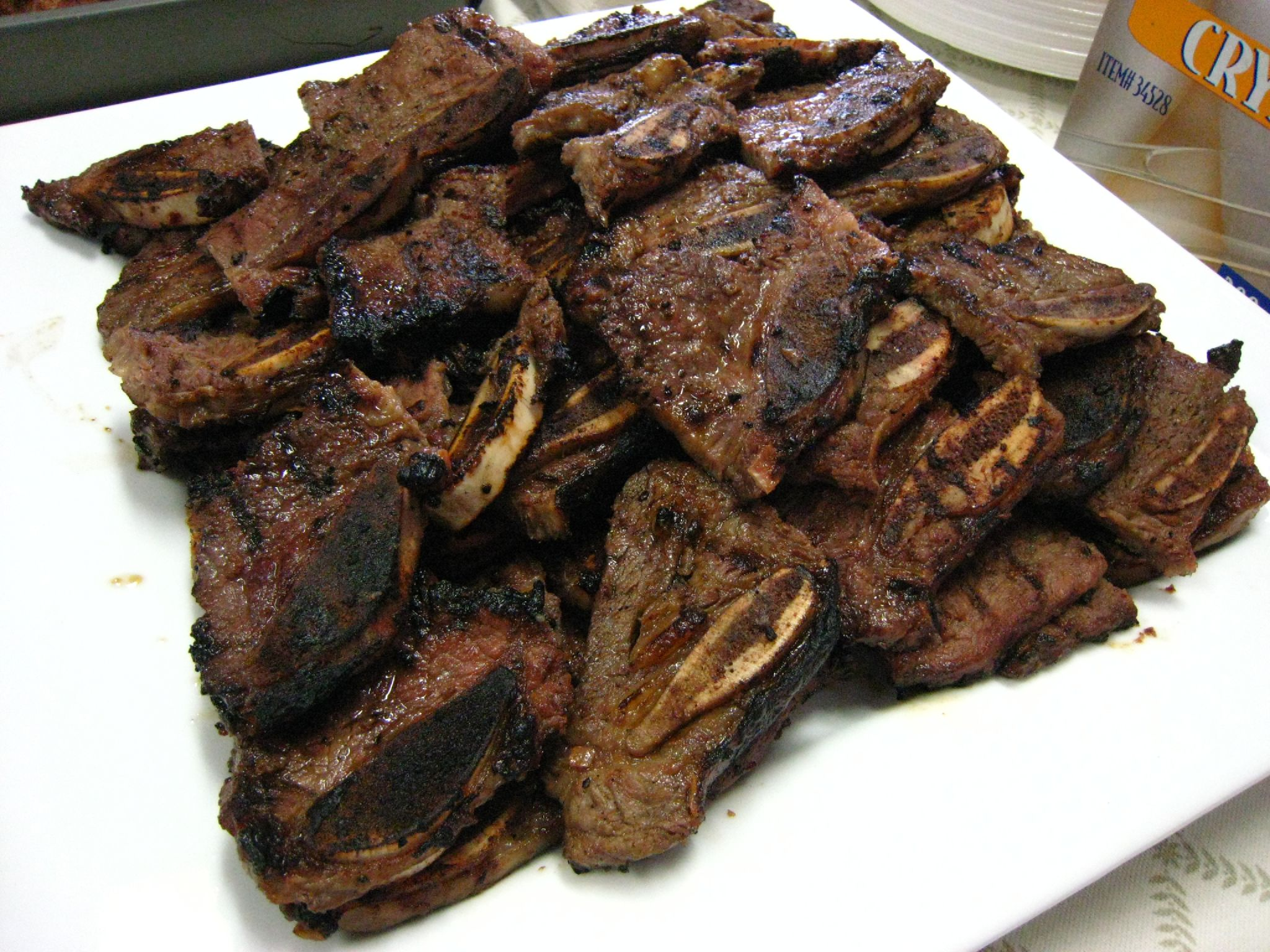
Galbi - 갈비.

Galbi o kalbi (en hangul 갈비) es un plato típico de la cocina coreana elaborado con los costillares de la vaca, se puede encontrar variantes elaboradas con costillas de cerdo. Puede servirse aliñado con salsas o no, en el caso de servirse sin salsa es habitual marinar la carne con salsa de soja, ajo y azúcar. Sin embargo existen marinadas diversas que pueden incluir aceite de sésamo, vino de arroz, pasta de chili. Los zumos de frutas son una variante añadida a los platos coreanos desde finales del siglo XX. Galbi en coreano significa costilla.

## Características
La carne así preparada se pone a la parrilla y durante su preparación se le hacen cortes a lo largo de los huesos del costillar para que penetren los jugos de la marinada y la carne quede más sabrosa. De la misma forma se cocina más rápido, permitiendo igualmente que se pueda comer con palillos. El galbi ya preparado se puede encontrar en muchas carnicerías y mercados de Corea. 
El Galbi se puede encontrar en muchos restaurantes especializados conocidos como "casas galbi", y suele ser cocinada delante de los comensales o los propios comensales se asan su propia carne. Se suelen servir en hojas de lechuga, perilla, u otra verdura con hojas que sirva para tapar la carne una vez cocinada, se suele remojar la carne en ssamjang, una salsa elaborada con habas fermentadas y chiles. Suele ser servida de guarnición con platos como el banchan (el más conocido es el kimchi). 

## Platos con Galbi
Muchos platos coreanos incorporan costillas a las preparaciones como ingrediente, formando sopas y cocidos. Algunos restaurantes sirven "galbi de cerdo" y "galbi de pollo", este último es una especialidad culinaria de la región de Chuncheon. Un plato es el Galbi tang que es una sopa que contiene piezas de galbi. No está especiada. El galbi jjigae es una sopa espesa elaborada con grandes piezas de galbi, por regla general cortes de hueso, puede tener chiles rojos, verdes, kimchi y doenjang (pasta fermentada típica de la cocina coreana). 